# خالتما بتولغا
خالتما بتولغا (به انگلیسی: Battulga Khaltmaa؛ به مغولی: Халтмаагийн Баттулга؛ زادهٔ ۳ مارس ۱۹۶۳) سیاستمدار و رئیس جمهور پیشین مغولستان است. او از سال ۲۰۰۴ تا سال ۲۰۱۶ عضو پارلمان مغولستان و از ۲۰۰۸ تا ۲۰۱۲ وزیر راه و حمل و نقل و مسکن و شهرسازی بود. در ژوئیه سال ۲۰۱۷ او از سوی حزب دموکرات مغولستان نامزد ریاست جمهوری شد و با ۵۰٫۶ درصد آرا به عنوان پنجمین رئیس جمهور مغولستان انتخاب گردید.
خالتما بتولغا، قهرمان سابق کشتی است و به جز سابقه ورزش حرفه‌ای، فعالیت‌های اقتصادی موفقی نیز داشته است. او صاحب صنایع غذایی، هتل، املاک و همچنین یک مجتمع تفریحی با فضایی مشابه دوران چنگیز خان است.
وی در سال 1963 در اولانباتور، پایتخت مغولستان به دنیا آمد. سه سال بعد در سال 1966 به علت سیلی عظیم که در این شهر به راه افتاد، همه زندگی‌شان را از دست می‌دهند.
باتولگاستاره به دلیل گذران سخت زندگی به ناچار با سن کم مجبور به کار می‌شود. وی همزمان با تحصیل در مدرسه هنر و فعالیت در هنر و نقاشی، آثار خود را در کنار خیابان به توریست‌ها می فروشد و از این طریق امرار معاش می‌کند.
از آنجا که پدر او مربی کشتی های سنتی بوده، آرام آرام به این رشته علاقه‌مند می‌شود و در مسیر پیشرفت قرار می‌گیرد. وی از سال 1979 تا 1990 عضو تیم‌ ‌ملی کشتی مغولستان بود. وی یک طلا و دو نقره جهان در کشتی سامبو را در  کارنامه خود دارد.

#### او سپس در سال 1990 با راه‌اندازی کارگاه تولید البسه برای خود کسب و کار بهتری را راه‌اندازی می‌کند. سپس با افزایش سرمایه وارد واردات و صادرات وسایل الکترونیکی می‌شود. باتولگا تحت تاثیر علاقه زیاد به فیلم "پدر خوانده " نام کارخانه خود را (جنکو) یکی از شخصیت‌های این فیلم می‌گذارد. وی سپس وارد تجارت اجاره تاکسی در مغولستان می‌شود و در سال 2004 برای نخستین بار فعالیت سیاسی خود را آغاز و به مدت چهار سال به عضویت پارلمان مغولستان در می‌آید.
رییس جمهور 54 ساله مغولستان در سال 2006 ریاست فدراسیون جودوی این کشور را بر دست می‌گیرد و در زمان ریاست وی جودوی این کشور برای نخستین بار موفق به کسب مدال طلای  المپیک می‌شود
او همچنین دیداری با سعید ملایی نیز داشته است 
او مجازات اعدام را برای متجاوزان جنسی برگرداند 